# جسر كنتاكي
جسر كنتاكي هو جسر يُمثل تقاطع جولة كنتاكي شارع الزبيري، وهو أحد الجسور التي تقع في العاصمة اليمنية صنعاء ويبلغ طوله 560 متر وبعرض 14 متر.
وتقدر تكلفتة مشروع جسر كنتاكي شارع الزبيري بمبلغ 10 ملايين دولار أمريكي وبتمويل مشترك من الحكومة اليمنية ومن الصندوق العربي للإنماء الاقتصادي والاجتماعي.
وقد جرى إنشاؤه جسر كنتاكي وفق الأنظمة الانشائية الحديتة المعتمدة في استخدام الشد اللاحق للحديد الذي يعطي امكانية في توسيع الفراغات المعلقة للجسر الي مايعادل 35 متر بين كل عمود وبين العمود الآخر مما يشكل مساعي جيدة تساهم في تحسين البيئة وكذلك تقلل من حجم الكتل الخرسانية وتساهم في توسعة المساحات السفلية وكذلك المساحات الجانبية.